# Herb gminy Kamienna Góra
Herb gminy Kamienna Góra – jeden z symboli gminy Kamienna Góra.

## Wygląd i symbolika
Herb przedstawia na tarczy trójdzielnej w słup w polu lewym czerwonym skrzyżowane młotki górnicze, a na nich czółenko tkackie, w polu środkowym o kolorze ultramaryny biały wizerunek bazyliki w Krzeszowie, a nad nimi na czerwonej tarczy biały orzeł (herb księstwa świdnicko-jaworskiego), natomiast w polu prawym na czerwonym tle trzy białe kwiaty lnu w słup. 